# Drop shipping
Drop shipping là một hình thức kinh doanh bán lẻ, trong đó người bán chấp nhận đơn đặt hàng của khách hàng mà không giữ hàng tồn kho. Thay vào đó, người bán chuyển đơn đặt hàng và chi tiết giao hàng của khách hàng đến nhà sản xuất, nhà bán buôn, một nhà bán lẻ khác hoặc một trung tâm điều phối đơn hàng, sau đó gửi hàng trực tiếp đến khách hàng. Người bán chịu trách nhiệm về việc tiếp thị và bán sản phẩm, nhưng không kiểm soát chất lượng sản phẩm, lưu trữ, quản lý hàng tồn kho hoặc vận chuyển sản phẩm. Hình thức này loại bỏ chi phí liên quan đến việc duy trì kho hàng hoặc cửa hàng, mua và lưu trữ hàng tồn kho, và tuyển dụng nhân viên cho các chức năng này. Người bán có lợi nhuận từ sự khác biệt giữa giá sỉ và giá bán lẻ của một mặt hàng, trừ bất kỳ khoản phí bán hàng, phí thương mại hoặc phí vận chuyển nào được tính vào.

## Quy trình
Mô hình kinh doanh drop shipping cho khách hàng không đòi hỏi một cửa hàng vật lý. Nó có thể bị loại bỏ hoàn toàn hoặc kết hợp với mô hình kinh doanh đáp ứng đơn hàng drop shipping. Một nhà bán lẻ vật lý có thể trưng bày các mặt hàng có thể được drop shipped, cung cấp chi tiết về các mặt hàng đặt hàng qua thư tín hoặc duy trì một trang web với thông tin chỉ có sẵn trực tuyến. Một nhà bán lẻ trực tuyến chỉ có một trang web.
Các nhà bán lẻ drop shipping không bắt buộc phải tiết lộ phương thức thực hiện, cũng như bất kỳ nhà bán lẻ nào khác, nguồn gốc giá sỉ của các sản phẩm mà họ cung cấp. Điều này có thể đạt được bằng cách "giao hàng mù" (vận chuyển hàng hóa mà không có địa chỉ trả hàng tương ứng với người bán), "giao hàng nhãn riêng" (để hàng hóa được vận chuyển từ nhà bán buôn với địa chỉ trả hàng được tùy chỉnh cho nhà bán lẻ) hoặc sử dụng một trung tâm điều phối đơn hàng. Người hoàn thành đơn đặt hàng cuối cùng cũng có thể bao gồm một phiếu đóng gói tùy chỉnh, bao gồm các chi tiết như tên công ty của nhà bán lẻ, logo và thông tin liên lạc.
Trong những tình huống đặc biệt, drop shipping có thể xảy ra khi một nhà bán lẻ nhỏ (thường bán với số lượng nhỏ cho công chúng) nhận được một đơn đặt hàng lớn cho một sản phẩm. Nhà bán lẻ có thể sắp xếp hàng hóa được vận chuyển trực tiếp đến khách hàng từ nhà sản xuất hoặc nhà phân phối.
Các người bán trên các trang đấu giá trực tuyến như eBay cũng sử dụng drop shipping như một cách phân phối sản phẩm mà không cần lưu trữ hàng đã bán. Người bán đăng bán một sản phẩm mới và đã mua hàng trực tiếp từ nhà bán buôn để gửi trực tiếp đến khách hàng. Lợi nhuận của người bán là khoảng cách giữa giá bán và giá sỉ, trừ bất kỳ khoản phí bán hàng, phí thương gia hoặc phí vận chuyển nào phù hợp được tính cho họ. Tuy nhiên, một số phương pháp drop shipping được sử dụng bởi người bán không được phép theo điều khoản dịch vụ của eBay. Điều này bao gồm các phương pháp drop shipping mà người bán thực hiện bằng cách mua sản phẩm từ một trang web thương mại điện tử khác và có sản phẩm được vận chuyển đến khách hàng. Người bán sử dụng phương pháp này có thể bị đình chỉ tài khoản trên eBay.
Trong những trường hợp bán hàng drop shipping, sản phẩm có thể được niêm yết là sẵn có nhưng thực tế đang bị đặt hàng chờ ở nhà sản xuất hoặc nhà bán sỉ. Những sự chậm trễ tiềm tàng trong việc thực hiện đơn hàng không phải lúc nào cũng được biết đến, và ngay cả khi biết thì không phải lúc nào cũng được tiết lộ bởi người bán. Chúng cũng có thể kéo dài ngoài tầm kiểm soát của người bán. Tương tự, việc thực hiện đơn hàng và vận chuyển cũng nằm ngoài tầm kiểm soát của người bán và có thể gây ảnh hưởng tiêu cực đến sự hài lòng của người mua với giao dịch của mình. Vì vậy, cung cấp thông tin đầy đủ và kịp thời là yếu tố quan trọng để đảm bảo sự hài lòng của cả người mua và người bán, trước và sau khi giao dịch được thực hiện.

## Tại Trung Quốc
Trong những năm gần đây, việc sử dụng các công ty vận chuyển hàng Trung Quốc thông qua hình thức drop shipping đã tăng lên đáng kể bởi cả các công ty và cá nhân. Lý do chính là việc mua sắm trực tuyến trở nên dễ dàng hơn và internet đóng vai trò ngày càng quan trọng trong thương mại. Các nhà cung cấp drop shipping đặt tại Trung Quốc đã có khả năng cạnh tranh với các nhà phân phối trong cùng quốc gia nhờ vào việc cải thiện hệ thống logistics cho các bưu kiện nhỏ và giảm bớt các rào cản thương mại.

## Lừa đảo
Drop shipping là một phương thức bán hàng trực tuyến trong đó người bán không giữ hàng tồn kho mà thay vào đó gửi đơn đặt hàng trực tiếp đến nhà sản xuất hoặc nhà phân phối để giao hàng cho khách hàng. Tuy nhiên, đôi khi những kẻ lừa đảo sẽ quảng cáo drop shipping như một kế hoạch làm việc tại nhà, hứa hẹn bán danh sách các doanh nghiệp để đặt hàng drop shipment cho nạn nhân. Những doanh nghiệp này có thể không phải là nhà bán buôn mà là các cá nhân hoặc doanh nghiệp đóng vai trò trung gian giữa nhà bán lẻ và nhà bán buôn, không có sản phẩm riêng để bán. Những trung gian này thường tính giá rất thấp để lại ít lợi nhuận cho nạn nhân và yêu cầu phí thường xuyên để sử dụng dịch vụ của họ.. Vào năm 2019, podcast Reply All của Gimlet Media đã điều tra hiện tượng drop-shipping và khám phá cách mà drop shippers microtarget khách hàng của họ. Tuy nhiên, họ cũng phát hiện ra rằng drop shipping chính là một ngành công nghiệp đáng ngờ, bởi vì, mặc dù có những lời hứa từ những người ủng hộ drop-shipping nổi tiếng nhất, nhưng rất ít drop shippers thực sự có lợi nhuận.
Năm 2016, Buzzfeed News đã đăng một bài viết để phơi bày các nhà cung cấp drop-shipping không trung thực tại Trung Quốc, mô tả cách khách hàng nhận được các sản phẩm không đúng với quảng cáo hoặc không nhận được sản phẩm nào.
Một tác động của việc drop-shipping là khi khách hàng nhận được gói hàng drop-shipped, họ sẽ nhận ra rằng họ đã trả quá nhiều tiền cho sản phẩm đó, sau đó trả lại sản phẩm cho người bán và đặt lại sản phẩm giống hệt nhau trực tiếp từ nhà sản xuất. Việc xử lý sản phẩm trả lại và mất mát do sản phẩm không thể bán được có thể dẫn đến mất mát đáng kể cho nhà cung cấp drop-shipping.